# Цзеян
Цзея́н (кит. упр. 揭阳, пиньинь Jiēyáng) — городской округ в провинции Гуандун КНР.

## История
Впервые уезд Цзеян (揭阳县) был создан в 111 году до н. э. после того, как империя Хань захватила Намвьет. Во времена империи Цзинь уезд был в 331 году расформирован.
Вновь уезд Цзеян был создан во времена империи Сун в 1140 году.
Во времена империи Мин в 1524 году был создан уезд Хуэйлай, а в 1563 году — уезд Пунин (普宁县).
После вхождения в состав КНР эти места оказались в составе Специального района Чаошань (潮汕专区). В 1952 году Специальный район Чаошань был расформирован, и эти места вошли в состав Административного района Юэдун (粤东行政区). 
В конце 1955 года было принято решение о расформировании Административных районов, и с 1956 года эти места перешли в состав нового Специального района Шаньтоу (汕头专区). В декабре 1958 года уезд Хуэйлай был расформирован, но в марте 1961 года он был создан вновь. В июле 1965 года западная часть уезда Цзеян была выделена в отдельный уезд Цзеси. В 1970 году Специальный район Шаньтоу был переименован в Округ Шаньтоу (汕头地区).
Постановлением Госсовета КНР от 13 июля 1983 года округ Шаньтоу был преобразован в городской округ Шаньтоу.
Постановлением Госсовета КНР от 7 декабря 1991 года уезды Цзеян, Цзеси, Пунин и Хуэйлай были выделены из городского округа Шаньтоу в отдельный городской округ Цзеян; уезд Цзеян был при этом разделён на район Жунчэн и уезд Цзедун.
Постановлением Госсовета КНР от 6 апреля 1993 года уезд Пунин был преобразован в городской уезд.
Постановлением Госсовета КНР от 17 декабря 2012 года уезд Цзедун был преобразован в район городского подчинения.

## Административно-территориальное деление
Городской округ Цзеян делится на 2 района, 1 городской уезд, 2 уезда:
| Карта                             | Карта    | Карта     | Карта        | Карта            | Карта         |
| --------------------------------- | -------- | --------- | ------------ | ---------------- | ------------- |
| Жунчэн Цзедун Цзеси Хуэйлай Пунин |          |           |              |                  |               |
| Статус                            | Название | Иероглифы | Пиньинь      | Население (2020) | Площадь (км²) |
| Район                             | Жунчэн   | 榕城区    | Róngchéng qū |                  |               |
| Район                             | Цзедун   | 揭东区    | Jiēdōng qū   |                  |               |
| Городской уезд                    | Пунин    | 普宁市    | Pǔníng shì   |                  |               |
| Уезд                              | Цзеси    | 揭西县    | Jiēxī xiàn   |                  |               |
| Уезд                              | Хуэйлай  | 惠来县    | Huìlái xiàn  |                  |               |

## Экономика
Цзеян является крупнейшим в Китае центром по производству изделий из нержавеющей стали (столовые приборы, посуда, замки, фурнитура). Стальные заводы сосредоточены в районах Жунчэн и Цзедун.
В районе Хуэйлай расположена крупная угольная ТЭС.